# Pasíčka (Dětřichov)
Pasíčka (do 1949 Štreitová, niem. Streitenhau) – osada, część wsi Dětřichov wchodzącej w skład miasta i gminy Jesionik, położona w kraju ołomunieckim, w powiecie Jesionik, w Czechach.